# (466428) 2013 TR39
(466428) 2013 TR39 es un asteroide perteneciente al cinturón de asteroides, descubierto el 23 de abril de 2012 por el equipo Spacewatch desde el Observatorio Nacional de Kitt Peak (Arizona, Estados Unidos).